# Chất độc kích thích
Chất độc kích thích là nhóm chất độc quân sự, tác dụng lên đầu dây thần kinh thụ cảm của niêm mạc mắt và đường hô hấp, gây chảy nước mắt, hắt hơi, sổ mũi, ho... làm mất sức chiến đấu tạm thời (với nồng độ nhỏ) hoặc chết người (với nồng độ cao).

## Phân loại
- Theo tác dụng của chất độc, có: Chất độc kích thích mắt, chất độc kích thích cơ quan hô hấp.[1]

- Chất độc kích thích gồm: CS, CR, adamsite (DM), cloaxetophenon (CN), clopicrin (PS)... trong đó kích thích mạnh nhất là hỗn hợp CS và CR.[1]

## Cấu tạo

### Dibenzo-1,4-oxazepin (CR)[1]
- Dibenzo-1,4-oxazepin (CR), chất mạnh nhất trong số các chất độc kích thích hiện có.

- Công thức cấu tạo: Tinh thể màu vàng nhạt, nhiệt độ nóng chảy 72oC; ít tan trong nước, tan trong các dung môi hữu cơ.

- Trạng thái chiến đấu chủ yếu: xon khí (khói độc).
- Triệu chứng trúng độc: co giật mi mắt, chảy nước mắt, khó thở, nhịp tim và huyết áp giảm.
- Tổn thương da gấp 20 lần CS, tê buốt như bị bỏng lửa độ II.
- Nồng độ ngưỡng 3.10-6 mg/L, trúng độc nhẹ: 3.10-5 mg/L, trúng độc nặng: 5.10-4 mg/L. Liều tử vong LCt = 350 mg.phút/L.
- Khí tài đề phòng: mặt nạ phòng độc; thuốc cấp cứu: ống chống khói.
- Do Higginbotton và Suschitzki tìm ra năm 1962 ở Anh và sử dụng lần đầu tiên ở Bắc Ailen.

### Cloaxetophenon (CN)[1]
- Cloaxetophenon (CN) gây chảy nước mắt

- Công thức cấu tạo: Sản phẩm tinh khiết có cấu trúc tinh thể không màu, sản phẩm công nghiệp màu nâu.
- Nhiệt độ nóng chảy 59oC, nhiệt độ sôi 245oC.
- Khó tan trong nước, tan trong các dung môi hữu cơ. Thường trộn với các chất tạo khói thể rắn để nhồi vào lựu đạn hoặc hộp khói độc, sử dụng dưới dạng xon khí (khói độc).
- Triệu chứng trúng độc xuất hiện sau 10-15 giây: đau nhức mắt, chảy nước mắt giàn giụa, xung huyết kết mạc; trong hầm kín với nồng độ cao có thể gây tử vong do phù phổi. Nồng độ ngưỡng 3.10-4 mg/L; liều tử vong 10 mg.phút/L. Có thể sử dụng dưới dạng dung dịch CNC (70% CHCl3 và 30% CN), CNB (45% benzen, 10% CN và 45% CCl4) và CNS (38,4% clopicrin, 23% CN và 38,6% CHCl3) hoặc hỗn hợp với DM.
- Khí tài đề phòng: mặt nạ phòng độc.
- Thuốc cấp cứu: ống chống khói.
- Từ năm 1963, Quân đội Mĩ đã sử dụng lựu đạn CN-DM trong chiến tranh xâm lược Việt Nam.

### Clopicrin (triclonitrometan, PS)[1]
- Clopicrin (triclonitrometan, PS) gây chảy nước mắt

- Công thức hóa học CCl3 - NO2.
- Chất lỏng trong suốt không màu, để lâu ngả màu vàng nâu.
- Nhiệt độ sôi 112,3oC, nhiệt độ đông đặc -64oC. Ít tan trong nước, tan trong các dung môi hữu cơ.
- Sử dụng ở trạng thái hơi, gây (trúng) độc qua đường hô hấp.
- Triệu chứng trúng độc: kích thích niêm mạc mắt, gây chảy nước mắt, ho khan; nồng độ cao có thể gây tử vong do phù phổi và xuất huyết cơ tim.
- Nồng độ ngưỡng 2.10-3 mg/L, nồng độ tử vong 2 mg/L (trong 10 phút).
- Khí tài đề phòng: mặt nạ phòng độc.
- Được sử dụng cho mục đích Quân sự cùng với diphotgen trong Chiến tranh thế giới thứ nhất (5.1916).
- Hiện Quân đội các nước đã loại khỏi trang bị nhưng còn dùng để huấn luyện phòng hóa.

### Adamsite (diphenylaminocloasin, DM)[1]
- Adamsite (diphenylaminocloasin, DM) gây nôn
- Công thức hóa học: (C6H4)2AsClNH có cấu trúc tinh thể màu vàng hoặc lục nhạt, sản phẩm công nghiệp màu xanh đen.
- Nhiệt độ nóng chảy 194oC, nhiệt độ sôi 410oC; không tan trong nước, ít tan trong các dung môi hữu cơ (trừ axeton)
- Sử dụng dưới dạng khói qua đường hô hấp: kích thích mũi, hầu, đau tức ngực. Nồng độ ngưỡng 10-4 mg/L, nồng độ tử vong 3 mg/L (trong 3 phút). Có thể dùng riêng hay hỗn hợp với cloaxetophenon.
- Từ năm 1964, Quân đội Mĩ đã sử dụng lựu đạn CN-DM trong chiến tranh xâm lược Việt Nam.

## Công dụng
Chất độc kích thích được sử dụng trong chiến đấu tiến công, phòng ngự và khi rút lui, nhanh chóng làm mất sức chiến đấu, gây trở ngại cho đối phương. Được đóng nạp trong các loại đạn dược (đạn pháo - cối, bom, mìn, lựu đạn, can, thùng phuy...), thiết bị phun rải; dùng phương tiện phóng (pháo, cối, hỏa tiễn...), ném thả (máy bay), phun rải để phân tán chất độc thành dạng xon khí độc; ngoài ra, còn sử dụng ở dạng bột khô, dung dịch nhờ thiết bị phun rải tạo lớp bột, hay bụi mù hoặc sol khí bám dính trên bề mặt địa hình làm thành bãi vật cản. Khi sử dụng tạo yếu tố bí mật, bất ngờ, số lượng lớn và kết hợp với bom đạn thường để nâng cao hiệu quả sử dụng.